# روپای کروایز
روپای کروایز (انگلیسی: Roepie Kruize; ۱۸ ژانویهٔ ۱۹۲۵ – ۱۴ فوریهٔ ۱۹۹۲) بازیکن هاکی روی چمن اهل پادشاهی هلند بود.